# Adelphicos daryi
Adelphicos daryi је гмизавац из реда Squamata. 

## Угроженост
Ова врста се сматра угроженом.

## Распрострањење
Ареал врсте је ограничен на једну државу. 
Гватемала је једино познато природно станиште врсте.